# Zespół Lowe’a
Zespół Lowe’a (zespół oczno-mózgowo-nerkowy, ang. oculocerebrorenal syndrome, Lowe syndrome) – uwarunkowany genetycznie zespół wad wrodzonych, na którego fenotyp składają się wrodzona zaćma, jaskra, hipotonia mięśni szkieletowych, upośledzenie umysłowe i zespół Fanconiego (aminoacyduria, kwasica kanalikowa). Dziedziczenie zespołu jest recesywne sprzężone z chromosomem X. Spowodowany jest mutacją w genie OCRL w locus Xq26.1. Mutacje w tym samym genie mogą powodować chorobę Denta (OMIM#300009). Zespół jako pierwszy opisał Charles Upton Lowe i wsp. w 1952 roku.